# Koninkrijk Teke

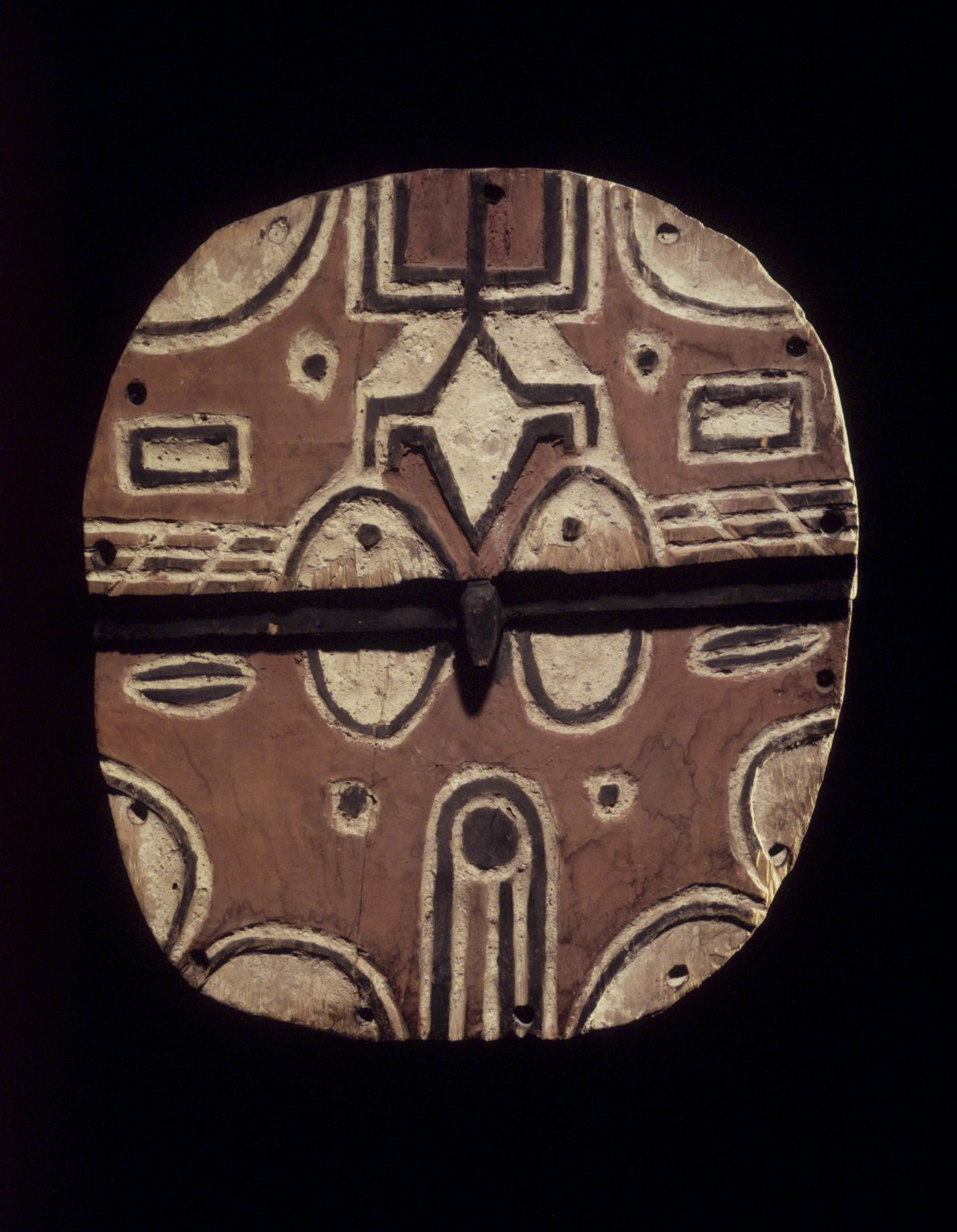
Teke Masker uit het Brooklyn Museum.

Het Anziku-koninkrijk, ook bekend als het Koninkrijk Teke, Koninkrijk Tyo, Koninkrijk Tio of Groot-Makoko, was een West-Centraal-Afrikaanse staat die zich bevond in het huidige Congo-Brazzaville, Gabon en de Democratische Republiek Congo. 

## Etymologie
De naam "Anziku" is afgeleid van de KiKongo-uitdrukking "Anziku Nziku," wat "rennen" betekent, en verwijst naar de bewoners die vanuit het binnenland naar de grensgebieden trokken ter bescherming. De term werd vooral geassocieerd met de Bateke, waardoor het koninkrijk ook wel het Teke- of Tiyo-koninkrijk wordt genoemd.

## Geschiedenis

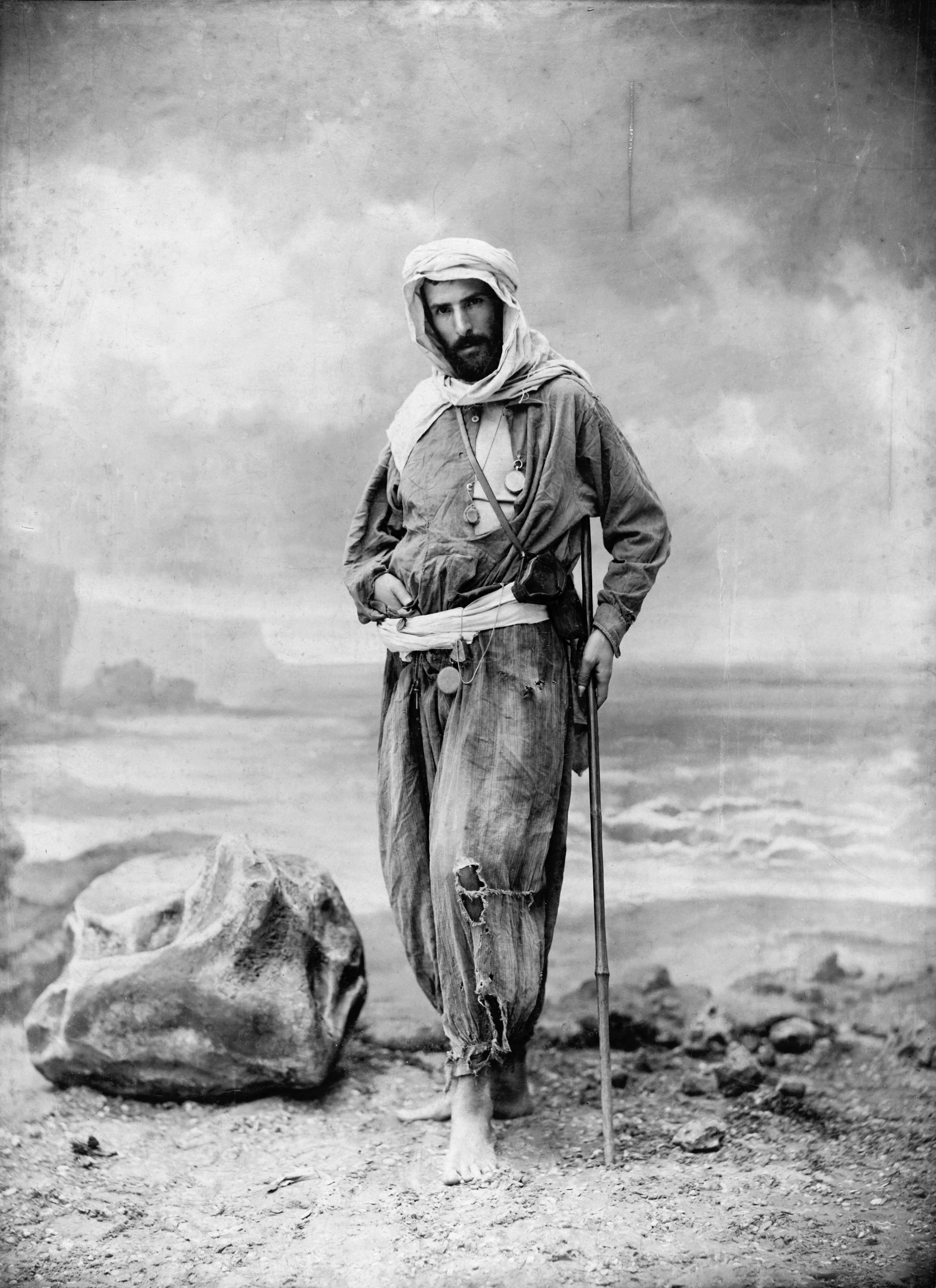
Brazza in Arabisch kostuum, foto door Félix Nadar

Het Teke-koninkrijk werd in de 14e eeuw gesticht door de samensmelting van kleinere koninkrijken. Volgens de mondelinge overlevering van de Teke verenigde Mabiala Mantsi, ook bekend als koning Mbé, de Bateke-stammen, centraliseerde hij het bestuur en breidde hij zijn invloed uit door zowel militaire als diplomatieke vaardigheden. De koning ontving tribuut van zijn vazallen, maar onderhield geen permanent leger buiten de hoofdstad.
In de 15e eeuw bracht de oostwaartse expansie van het Koninkrijk Kongo het in conflict met het Teke-koninkrijk, waardoor de uitbreiding van Kongo werd gestopt.
In het begin van de 17e eeuw beheerste de Anziku-bevolking de kopermijnen nabij de noordoostelijke grens van Kongo en diende mogelijk als bufferzone. Toen de Anziku-groepen zich verenigden tot een onafhankelijk koninkrijk, nam Kongo de mijnen zelf over, een proces dat tegen de jaren 1620 was voltooid. Gedurende de 17e eeuw bleef de regio echter een twistpunt tussen de twee staten.
Het Anziku-koninkrijk bleef tot ver in de 19e eeuw voortbestaan, waarschijnlijk mede dankzij zijn relatieve isolatie van de invloedrijke kustmachten. Veel van wat bekend is over Anziku komt uit Franse bronnen. In 1880 sloot de laatste onafhankelijke Anziku-koning, Makoko, een vazalverdrag met de Franse marineofficier Pierre Savorgnan de Brazza. Onder Franse bescherming bleef het koninkrijk voortbestaan, met een koninklijke dynastie die tot op de dag van vandaag doorloopt.

### Henry Morton Stanley

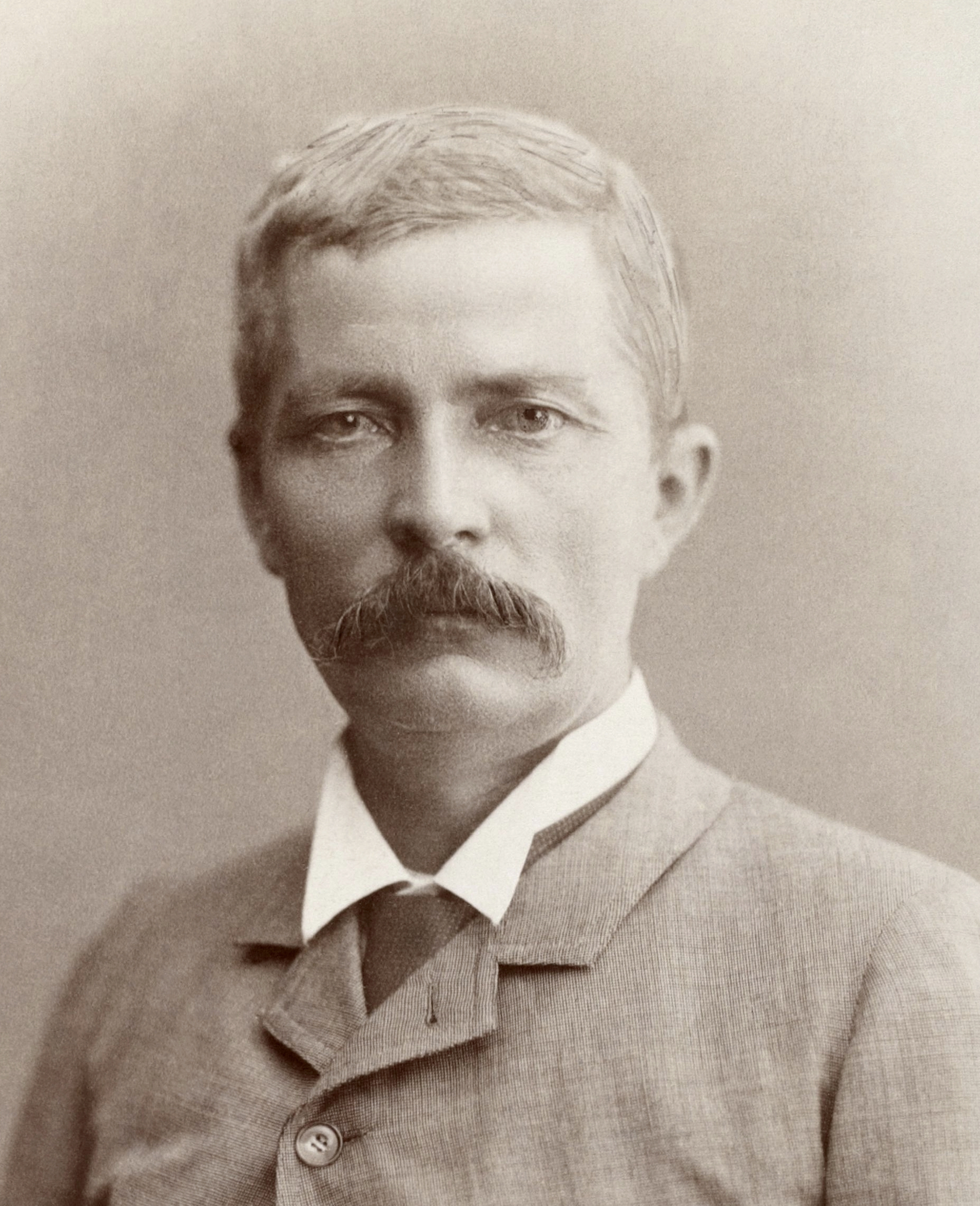
Henry Morton Stanley in 1884

In opdracht van de Belgische koning Leopold II en namens het Comité d'études du Haut-Congo, vertrok ontdekkingsreiziger Henry Morton Stanley op 21 februari 1880 vanuit de handelspost Vivi, nabij het huidige Matadi. Zijn missie was om de Kongorivier waar hij eerder was geweest verder te verkennen en een handelsroute naar het binnenland te openen. Hij bouwde een weg van Vivi naar Isangila en deed bijna twee jaar over het passeren van de gevaarlijke stroomversnellingen, terwijl hij 50 ton aan uitrusting meesleepte, waaronder twee gedemonteerde stoomschepen en een schuit.
Op 3 december 1882 bereikte Stanley uiteindelijk Stanley Pool (nu Pool Malebo). Daar schonk Makoko, de koning van Teke, hem een stuk land nabij Kintambo om een stad te bouwen. Ondanks weerstand van een andere nabijgelegen koning, Ngaliema, besloot Stanley om op de heuvels van Khonzo Izulu de stad Leopoldstad te stichten. Leopoldstad groeide uit tot de hoofdstad van Belgisch-Congo en werd later hernoemd tot Kinshasa. Vandaag de dag heeft de stad ongeveer 17 miljoen inwoners en behoort het tot de snelst groeiende megasteden ter wereld.

## Geografie
Het koninkrijk was gecentreerd rond de Congo-rivier, nabij het Pool Malebo-meer. Het beheerste ook het land direct ten noorden hiervan, waardoor het verder het binnenland in reikte dan bekendere tijdgenoten zoals het Koninkrijk Kongo en Loango. De BaTeke-bevolking, die het koninkrijk domineerde, woonde al sinds vroege tijden op de plateaus van de regio. Rond 1600 controleerde Anziku het onderste deel van de Kongo-rivier en strekte het zich noordwestwaarts uit tot in het bovenste Kouilou-Niari-bekken.

## Regering
Het koninkrijk werd geregeerd door een koning, bekend als de makoko. Hierdoor werd de staat op Europese kaarten soms aangeduid als "Groot-Makoko." De hoofdstad heette Monsol en lag iets ten noorden van Stanley Pool (het huidige Pool Malebo). Volgens het verslag van een van de weinige bezoekers heerste de makoko over dertien vazalkoningen.

## Economie
Het Anziku-koninkrijk produceerde en verhandelde stoffen gemaakt van bladeren, die tevens als betaalmiddel in de regio fungeerden. Door hun ligging dichter bij het binnenland hadden ze ook toegang tot ivoor. Naast deze producten handelde Anziku in slaven, die ze naar de kust brachten in ruil voor kaurischelpen, zout, zijde, linnen en glas. Het gebied was bovendien rijk aan metalen, met name koper. Dit leidde tot conflicten tussen Anziku en zijn zuidelijke buur, het Koninkrijk Kongo.

## Douane
De BaTeke en andere Anziku-groepen beoefenden gezichtsinsnijdingen als vorm van lichaamsversiering. Ze stonden ook bekend om hun uitbundige kleding en complexe kapsels, waaronder versierde vlechten. Gewone burgers van beide geslachten gingen meestal met ontbloot bovenlijf, maar welgestelden waren volgens Europese verslagen volledig bedekt, van top tot teen. Adel droeg gewaden van zijde, geïmporteerd vanaf de kust.

## Oorlogvoering
De Anziku’s zouden oorspronkelijk een militaire klasse zijn geweest die de grens van de BaKongo beschermde. Ze stonden bekend als uitstekende en moedige krijgers. Hun specialiteit was boogschieten met vergiftigde pijlen, terwijl ze in man-te-man-gevechten vertrouwden op strijdbijlen. Er wordt geen melding gemaakt van het gebruik van schilden, wat gebruikelijk was voor de meeste volkeren in de regio, met uitzondering van het Koninkrijk Kongo.

## Fictie
De Anziku’s werden in Europese verslagen soms, waarschijnlijk onterecht, beschreven als kannibalen. Er werd beweerd dat er hele markten bestonden waar menselijk vlees werd verhandeld voor consumptie. Een opvallend voorbeeld van deze mythe is terug te vinden in H.P. Lovecrafts verhaal The Picture in the House. 